# 奧列克西伊夫卡 (戈拉亞普里斯坦區)
46°17′20″N 32°14′2″E / 46.28889°N 32.23389°E
奧列克西伊夫卡（烏克蘭語：Олексіївка）是位於烏克蘭南部的村莊，由赫爾松州斯卡多夫斯克區的貝赫泰里市鎮負責管轄。該村始建於1840年，面積1.52平方公里，海拔高度8米，2001年人口1,027，人口密度每平方公里675.7人。